# Slumvärd
Slumvärd är en nedsättande benämning på fastighetsförvaltare, i allmänhet frånvarande förvaltare, som försöker maximera vinsten genom att minska utgifterna på underhåll, ofta i förfallande områden. Stor bostadsbrist gör det möjligt för slumvärdar att ta ut en högre avgift bostaden än marknadsvärdet och med kraftigt stigande fastighetspriser påverkar inte kortsiktigt eftersatt underhåll prisstegringen.